# Cuatro X
Cuatro X war eine deutsche Thrash-Metal-Band aus Hamm im östlichen Ruhrgebiet.

## Bandgeschichte
Thorsten Grams, Stephan Hausberg, Marco Schuster und Tobias Breer gründeten die Band im Jahre 1998. Die Band fing an, Songs von Metallica zu covern. Aber nach kurzer Zeit wurden eigene Songs geschrieben. Cuatro X sind musikalisch inspiriert von Bands aus der Thrash-Metal-Szene. Die erste Demo-CD erschien im August 1998 und nennt sich schlicht X. Es wurde an zwei Tagen aufgenommen und beinhaltet die ersten vier Songs. Im Oktober 1998 gewann Cuatro X den Nachwuchswettbewerb in Hamm und überbot dabei sieben andere Bands. Nach kurzer Zeit trat Oliver Prill der Band bei und spielte die zweite Gitarre für einen fetteren Sound. Die zweite Demo-CD namens At Nightfall wurde im Jahr 2000 veröffentlicht. Cuatro X nahm sich mehr Zeit, von März bis Mai 2000, um die neuen Songs aufzunehmen. At Nightfall bekam einige gute Kritiken in Internet-Fanzines und Magazinen wie Eternity, Heavy oder was!?, Metal Heart und Legacy.
Im Januar 2002 verließ Bassist Marco Schuster die Band. In der Zeit von Juli bis Oktober 2002 gingen Cuatro X in das Ragers Elite Studio und nahmen neues Material, in Zusammenarbeit mit Alexander Cwirtnia (Delirious), auf. Stefan Heeke (Osyris) spielte die Bass-Spur ein. Das Material wurde im Gernhart Studio von Kai Kneutgen gemastert. Der Veröffentlichungstag der CD The Last Days war der 30. Dezember 2002. Als neuer Bassist trat Michael Smykalla der Band bei und Sascha Winterink ersetzte den Drummer Tobias Breer.
Cuatro X bekamen einen Plattenvertrag mit dem Label TTS-Media-Music (später: SinSin Records). In der Zeit von März bis April 2004 nahmen Cuatro X in den TTS-Media-Music-Studios (später: Dreamlake Studios) das Debüt-Album Hatefront auf. Die CD wurde durch einige Verzögerungen des Labels dann im Jahre 2006 über den Alive-Vertrieb veröffentlicht. Das neue Album bekam gute Kritiken, unter anderem, in Magazinen wie Metal Hammer oder Legacy. Es folgten viele Konzerte in ganz Deutschland.
Torsten Diekmann ersetzte den Schlagzeuger Sascha Winterink. Im Jahre 2007 löste sich die Band auf.

## Diskografie
- 1998: X – Demo
- 2000: At Nightfall – Demo
- 2002: The Last Days – Demo
- 2006: Hatefront – Debüt-Album (SINSIN Records)